# История развития представлений о Вселенной
С ранних времён человек задумывался об устройстве окружающего его мира как единого целого. И в каждой культуре оно понималось и представлялось по-разному. Так, в Вавилоне жизнь на Земле тесно связывали с движением звёзд, а в Китае идеи гармонии переносились на всю Вселенную.
Развитие этих представлений в разных частях света шло по-разному. Но если в Старом Свете накопленные знания и представления в целом никуда не исчезли, лишь передаваясь от одной цивилизации к другой, то о Новом Свете такого сказать нельзя. Виной тому — колонизация Америки европейцами, уничтожавшая многие памятники древних культур.
В период Средневековья представление о мире как о едином целом не претерпело существенных изменений. И тому две причины. Первая — сильное давление ортодоксальных богословов, характерное как для католической Европы, так и для исламского мира. Вторая — наследие прошлого, когда представления о мире строились из неких философских концепций. Необходимо было осознать, что астрономия являлась частью физики.
Первый значительный толчок в сторону современных представлений о Вселенной совершил Коперник. Второй по величине вклад внесли Кеплер и Ньютон. Но поистине революционные изменения в наших представлениях о Вселенной произошли лишь в XX веке. Даже в начале его некоторые учёные считали, что Млечный Путь — вся Вселенная.

## Космогония
Космогония — учение о происхождении или о сотворении Вселенной. Со времён Гесиода она служила сюжетом множества философских трактатов.
В настоящее время космогония является областью науки, изучающей образование и развитие всех астрономических объектов. Системология рассматривает непрерывность и системность природы, в том числе системогенез объектов — рождение, жизнь, перерождение и эволюцию систем-объектов и объектов мироздания. Космогония охватывает непрерывность жизни космоса в его разнообразии. Астрофизика рассматривает физику мироздания, а космогония отражает эволюционный процесс мироздания, отражая его историю и тенденции.

Космогония (греч. kosmogonía, от kósmos — мир, Вселенная и gone, goneia — рождение) — область науки, в которой изучается происхождение и развитие космических тел и их систем: звёзд и звёздных скоплений, галактик, туманностей, Солнечной системы и всех входящих в неё тел — Солнца, планет (включая Землю), их спутников, астероидов (или малых планет), комет, метеоритов.— БСЭ
Изучение космогонических процессов является одной из главных задач астрофизики. Поскольку все небесные тела возникают и развиваются, идеи об их эволюции тесно связаны с представлениями о природе этих тел вообще. В современной космогонии широко используется методология физики и химии.

## Древняякосмографияи ранняя астрономия

### Цивилизации Азии и Средиземноморья

#### Месопотамия
На относительно небольшой территории между Тигром и Евфратом, последовательно сменяя друг друга, существовали несколько культур. Их космогонические воззрения похожи друг на друга. Меняются имена богов, некоторые детали, но суть остаётся.
Согласно описанию Диодора Сицилийского, у народов Месопотамии Вселенная делится на три мира: небесный мир бога Ану, надземный мир Бела, отождествляемого с Энлилем, и подземный мир, где владычествует Эа. Второй мир, надземный, подобен горе и имеет вид опрокинутой круглой барки, выдолбленной снизу. Небесный мир повторяет форму наземного, отмежёвываясь от него небесным океаном. Солнце ходит с востока на запад, следуя установленному ему пути, ровно как и звезды.
Что касается астрономических познаний, то тут всё гораздо сложнее. Во-первых, датировка древнейших и по сути единственных источников на данную тему mul APIN и «Астролябии» крайне неточна и в различных работах может отличаться на тысячелетия, хотя большинство исследователей склоняются к касситскому периоду. Во-вторых, объекты, описанные в астролябиях и mul APIN, до сих пор отождествлены лишь частично, хотя гипотез высказано немало. В-третьих, кроме как о неподвижности звёзд из этих источников, о представлении древневавилонских астрономов ничего сказать невозможно: нет никакого объяснения насчёт движения планет и нет ничего насчёт собственного движения звёзд, которое можно было нетрудно заметить, учитывая период и точность наблюдения.
Также нет уверенности в том, как рассчитывалось движение звёзд. Часть исследователей утверждают, что вавилоняне уже использовали сферическую систему координат, однако оппоненты, опираясь на противоречие с космогоническими воззрениями и ряд других несоответствий, оспаривают данную точку зрения.

#### Древний Египет
В египетской мифологии не существовало единых представлений о сотворении мира. Существовало несколько различных версий.
Так, в одной ставили в центр мироздания солнечного бога Ра и считали его отцом всех прочих богов. Он и восемь его потомков образовывали так называемую эннеаду Гелиополиса. По гелиопольской легенде, Атум появился из изначальных вод, и по его воле из них же начал расти священный камень Бенбен. Стоя на его вершине, Атум породил Шу, бога воздуха, и Тефнут, богиню влаги. Эта пара родила своих детей, Геба, бога земли, и Нут, богиню неба. Эти первые поколения богов представляют в эннеаде основу творения. Геб и Нут произвели на свет Осириса, Исиду, Сета и Нефтиду, олицетворяющих соответственно плодородную пойму Нила и бесплодную пустыню.
Противоположная версия существовала в городе Гермополисе, где считали, что мир произошёл от восьмерых древних божеств, так называемой огдоады. Эта восьмерка состояла из четырёх пар богов и богинь, символизирующих элементы творения. Нун и Наунет соответствуют изначальным водам, Ху и Хаухет — бесконечности пространства, Кук и Каукет — вечной тьме. Четвёртая пара неоднократно менялась, но, начиная с Нового царства, она состоит из Амона и Амаунет, олицетворяющих невидимость и воздух. По гермопольской версии, эти божества были матерями и отцами бога солнца, принесшего в мир свет и дальнейшее творение.
Пространство мира не было для египтян однородным и изотропным. Каждый крупный храм считался особым местом, «сгустком бытия». Особыми местами были и пирамиды со своей сложной и загадочной топологией. А влияние направления течения Нила с юга на север было крайне сильным. Настолько, что когда египетские войска увидели Евфрат, текущий в обратную сторону, они назвали его перевернутой рекой (Му кеду, досл. «Перевёрнутая вода», транслит. егип. mw-qd.w).
Из астрономических текстов в оригинале до нашего времени ничего не дошло, кроме художественных росписей на саркофагах времен Среднего царства и надписи времен Нового царства. Также к астрономическим документам можно отнести и карты «деканов». По всей видимости, речь идет о звёздах или созвездиях, но уверенно отождествить можно лишь Сириус и Орион. Возможно, древние египтяне имели свой способ вычисления положения деканов, значительно отличающийся от нашего и утерянный к началу Среднего царства.

#### Древняя Греция

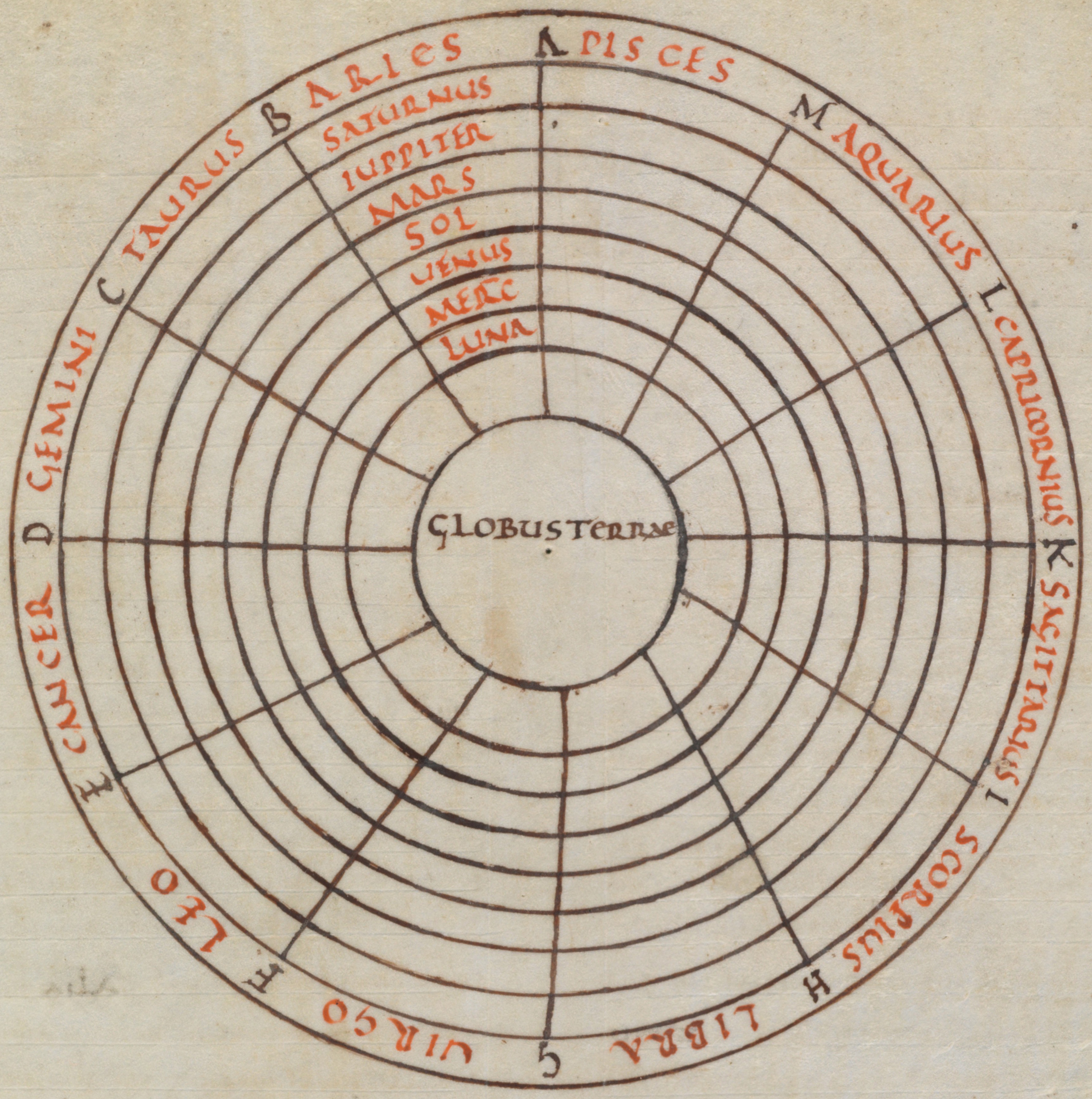
Одно из самых ранних дошедших до нас изображений геоцентрической системы (Макробий, Комментарий на Сон Сципиона, рукопись IX века)

Древняя Греция, как и многие другие древние цивилизации, создала своё представление о Вселенной. Но уникальность древней Греции состояла в том, что она имела не одну модель: различные философские школы выдвинули крайне различные модели мира, и каждая была тем или иным образом «аргументирована».
Ранние философские школы выделяли те или иные вещества или фигуры как основополагающие. Через эти основы и строились ранние представления о Вселенной. Так, то земной диск плавает в воде, как это было у Фалеса из Милета, то просто цилиндр плавает в бесконечном пространстве, как это было у Анаксимандра и т. д.
Пифагорейцы предложили пироцентрическую модель Вселенной, в которой звёзды, Солнце, Луна и шесть планет обращаются вокруг Центрального Огня (Гестии). Чтобы в сумме получилось священное число — десять — сфер, шестой планетой объявили Противоземлю (Антихтон). Как Солнце, так и Луна, по этой теории, светили отражённым светом Гестии. Эта система мира была описана Филолаем Кротонским.
Большинство древнегреческих учёных, однако, были сторонниками геоцентрической системы мира, также основанной пифагорейцами.
Расстояния между светилами у пифагорейцев соответствовали музыкальным интервалам в гамме; при вращении их звучит «музыка сфер», не слышимая нами. Пифагорейцы считали Землю шарообразной, а некоторые из них (Экфант и Гикет из Сиракуз) — даже вращающейся вокруг оси, отчего и происходит смена дня и ночи.
Платон (ок. 428 — ок. 347) анализировал весь мир через призму своих представлений о духовной сущности. Неизбежно это сказывалось и на устройстве мира. Звёзды у него были «божественными сущностями» с телом и душой. Их видимая форма — это огонь, и он светит для того, чтобы они выглядели самыми яркими и прекрасными. А для сходства со Всецелым они были созданы шарообразными. Космос в представлении Платона не вечен, так как всё, что ощущается, есть вещь, а вещи старятся и умирают. Более того, само Время родилось вместе с Космосом.
Одно из открытий древнегреческой астрономии той поры — «Геспер есть Фосфор» — связано с планетой Венера. Всегдашнее расположение этой «нижней» планеты рядом с Солнцем делает её видимой, самой яркой звездой, незадолго перед восходом Солнца (как «Звезду Утреннюю» — «Фосфор»/«Эосфор»), либо недолго после заката (как «Звезду Вечернюю» — «Геспер»). Честь открытия тождества «Вечерней»  и «Утренней» «звёзд», по Плинию и Аристоксену, принадлежит Пифагору, по другим источникам — Пармениду.
Платон же первым предложил разложить неравномерные движения светил на «совершенные» движения по окружностям. На этот призыв откликнулся Евдокс Книдский. В своих (несохранившихся) сочинениях он изложил теорию гомоцентрических сфер — кинематическую схему движения планет, объясняющую попятное движение планет (с несколькими наложенными круговыми движениями) всего по четырём сферам, в центре которых находилась Земля.

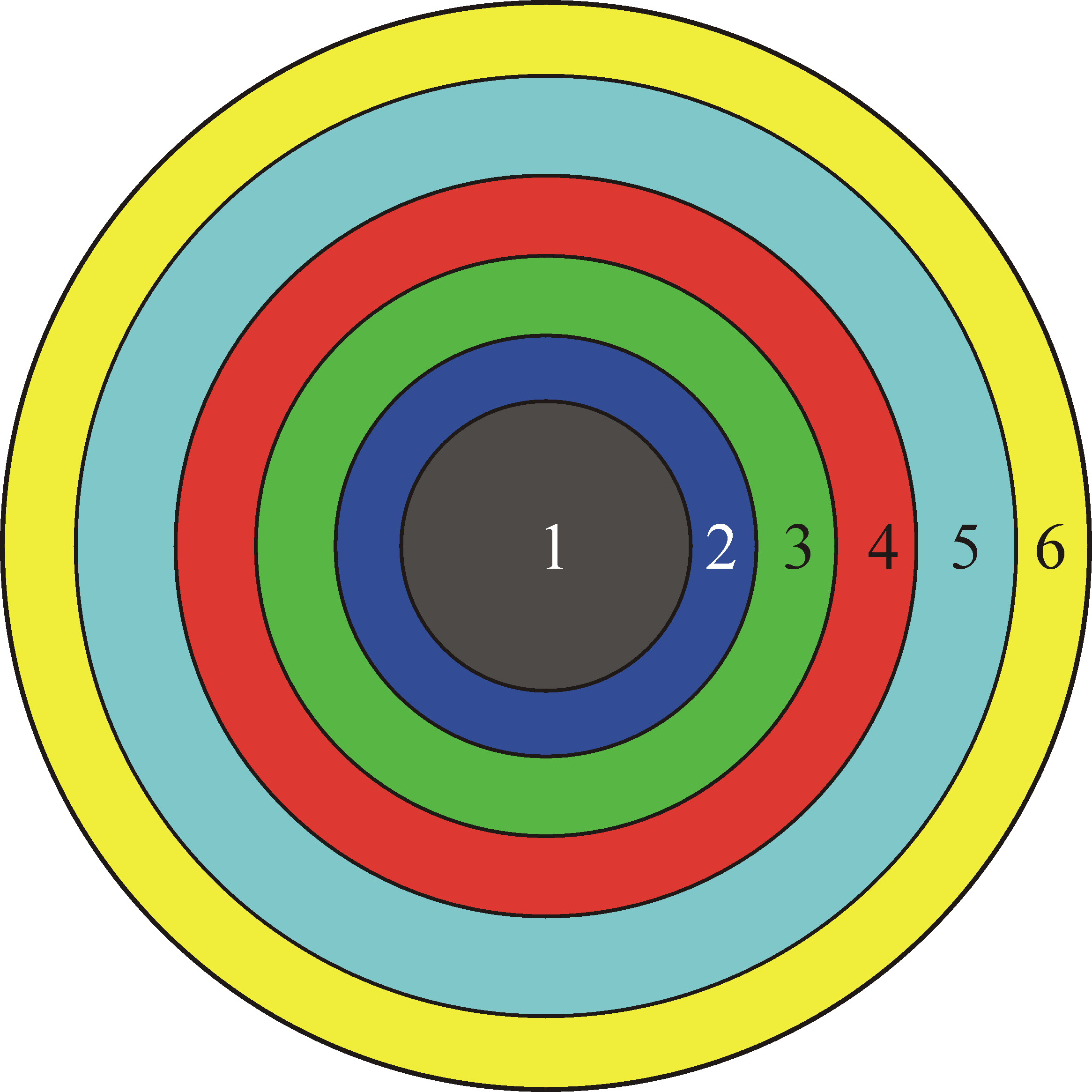
Структура Вселенной по Аристотелю. Цифрами обозначены сферы: земли (1), воды (2), воздуха (3), огня (4), эфира (5), Перводвигатель (6). Масштаб не соблюдён

Космологическую систему, имевшую большое значение в Средневековье, создал Аристотель. Он полагал, что небесные тела переносятся в своём движении твёрдыми небесными сферами, к которым они прикреплены. По его мнению, всё, что движется, приводится в движение чем-нибудь внешним, которое, в свою очередь, также чем-то движется, и так далее, пока мы не дойдем до двигателя, который сам по себе неподвижен — до Перводвигателя. Землю он считал неподвижной.
Гераклид Понтийский (2-я половина IV века до н. э.) предполагал вращение Земли вокруг оси. Кроме того, на основании дошедших до нас скудных сведений можно предположить, что Гераклид считал Венеру и Меркурий обращающимися вокруг Солнца, которое, в свою очередь, обращается вокруг Земли. Существует и другая реконструкция системы мира Гераклида: и Солнце, и Венера, и Земля вращаются по окружностям вокруг единого центра, причём период одного оборота Земли равен году. В таком случае теория Гераклида являлась органическим развитием системы мира Филолая и непосредственным предшественником гелиоцентрической системы мира Аристарха.
В первой половине III в до н. э. Аристарх Самосский предложил гелиоцентрическую систему мира. Исходя из гелиоцентрической системы и ненаблюдаемости годичных параллаксов звёзд он сделал вывод, что расстояние от Земли до Солнца пренебрежимо мало по сравнению с расстоянием от Солнца до звёзд. Кроме того, он предложил метод измерения расстояния до Солнца и Луны и их размеров. По его оценке, Земля по объёму в 250 раз меньше Солнца. Хотя численно он и ошибся, его метод позволил установить, что Земля намного меньше Солнца.
С III века до н. э. греческая наука усвоила достижения вавилонян, в том числе достижения в астрономии и математике. Но греки пошли значительно дальше. Около 230 года до н. э. Аполлоний Пергский разработал новый метод представления неравномерного периодического движения через базовую («несущую») окружность — деферент — и кружащуюся вокруг деферента вторичную окружность — эпицикл; само светило движется по эпициклу. В астрономию этот метод ввёл Гиппарх, работавший на Родосе.
В I веке до н. э. Гемин обнародовал мнение, что звёзды только кажутся лежащими на одной сфере, а на самом деле они располагаются на разных расстояниях от Земли. Есть все основания полагать, что это мнение также зародилось ранее, в III или II веке до н. э., поскольку оно приводит к мысли о существовании собственных движений звёзд, возможность чего предполагал Гиппарх: наличие таких движений несовместимо с представлением о звёздах как о телах, закреплённых на одной сфере.

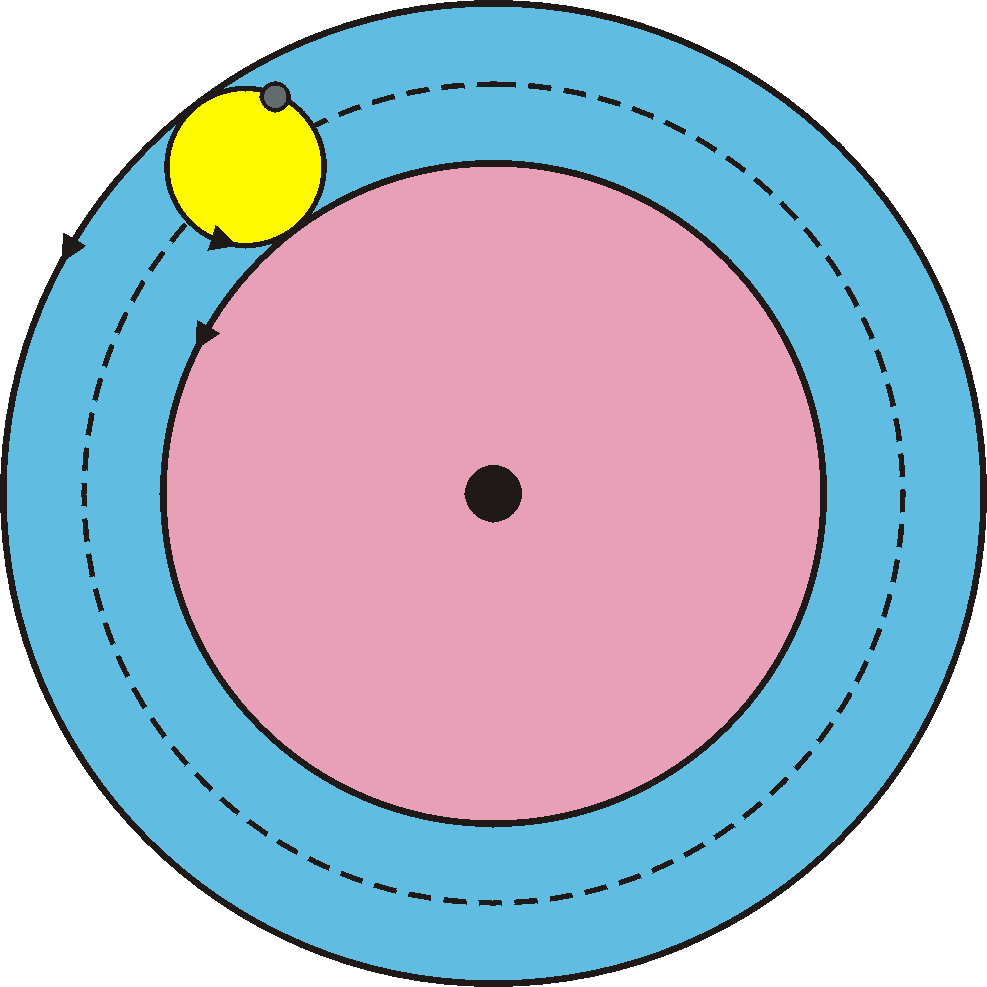
Эпицикл и деферент, согласно теории вложенных сфер.

После длительного упадка в конце I в н. э. — начале II в н. э. возобновляются исследование небесных «сфер» и разработка моделей мира. Теон Смирнский описывает теорию вложенных сфер — физическую теорию, пытающуюся объяснить теорию эпициклов. Суть её в следующем. Представим себе две сделанные из твёрдого материала концентрические сферы, между которыми помещена маленькая сфера. Среднее арифметическое радиусов больших сфер является радиусом деферента, а радиус малой сферы — радиусом эпицикла. Вращение двух больших сфер заставит маленькую сферу вращаться между ними. Если поместить на экватор малой сферы планету, то её движение будет в точности таким, как в теории эпициклов; таким образом, эпицикл является экватором малой сферы.
Этой теории, с некоторыми модификациями, придерживался и Птолемей. Она описана в его труде Планетные гипотезы. Там отмечается, в частности, что максимальное расстояние до каждой из планет равно минимальному расстоянию до планеты, следующей за ней, то есть максимальное расстояние до Луны равно минимальному расстоянию до Меркурия и т. д. Максимальное расстояние до Луны Птолемей смог оценить с помощью метода, аналогичного методу Аристарха: 64 радиуса Земли. Это дало ему масштаб всей Вселенной. В результате вышло, что звезды расположены на расстоянии около 20 тысяч радиусов Земли. Птолемей также сделал попытку оценить размеры планет. В результате случайного совпадения ряда ошибок Земля у него оказалась средним по размеру телом Вселенной, а звёзды — имеющими примерно тот же размер, что и Солнце.
По мнению Птолемея, совокупность эфирных сфер, принадлежащих каждой из планет — это разумное одушевлённое существо, где сама планета выполняет роль мозгового центра; исходящие от него импульсы (эманации) приводят в движение сферы, которые, в свою очередь, переносят планету. Птолемей приводит следующую аналогию: мозг птицы посылает в её тело сигналы, заставляющие двигаться крылья, несущие птицу по воздуху. При этом Птолемей отвергает точку зрения Аристотеля о Перводвигателе как причине движения планет: небесные сферы совершают движения по своей воле, и только самая внешняя из них приводится в движение Перводвигателем.
Были и другие попытки придать физический смысл теории эпициклов, которые также основывались на геоцентрической системе мира.
Развивались также взгляды, выходящие за рамки геоцентризма. Так, Птолемей дискутирует с некоторыми учёными (не называя их по имени), которые предполагают суточное вращение Земли. Латинский автор V в. н. э. Марциан Капелла в сочинении Брак Меркурия и филологии описывает систему, в которой Солнце обращается по окружности вокруг Земли, а Меркурий и Венера — вокруг Солнца (что является шагом от гео- к гелиоцентризму).

#### Древний Китай
До встречи с миссионерами-иезуитами в XVII веке у китайцев главенствовали представления о «плоской Земле» и, соответственно, о «куполе» либо «небесном покрывале» над ней.
Одним из древнейших памятников, хранящий космографические взгляды древнего Китая — Чжоу би суань цзин («Канон расчета чжоуского гномона»/«Счетный канон чжоуского/всеохватного гномона»). В ней описывается модель «куполообразного неба». Не исключено, что как эта модель, так и соперничавшая с ней модель «небесного покрывала» были заимствованы китайцами у греков.
Согласно древнекитайским верованиям, мир возник из первоначального хаоса, заключённого в огромном яйце. Внутри этого яйца возник великан Паньгу. Он спал на протяжении 18 000 лет, а когда проснулся, обнаружил рядом с собой долото и топор. С их помощью он расколол яйцо. Всё тяжёлое и грязное (инь) образовало землю, всё чистое и лёгкое (ян) — небо. Когда много тысяч лет спустя он умер, его последний вздох стал ветром и облаками, вскрик — громом, правый глаз — луной, а левый стал солнцем. Его тело превратилось в горы, руки и ноги — в четыре части света, кровь — в реки, кожа и волосы — в леса и травы, зубы и кости — в металлы и камни, жилы — в дороги.

#### Древняя Индия

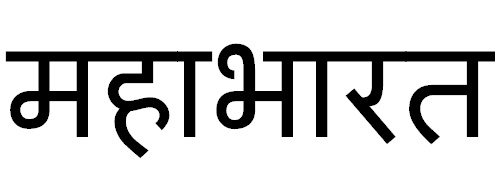
Махабхарата

Представление о космосе в ведийский период (XVI-VI века до н. э.) содержится в Махабхарата.
Астрономические знания на тот период описаны в Ведах, а также в примыкающей к ним Джьотиша-веданга. В них описываются 28 лунных стоянок, накштар, а также даются способы расчета положения Солнца и Луны.
Позже, в брахманский период были составлены пураны, в частности Бхагавата-пурана, содержащая представления о мире в то время. Дословная её трактовка приводит к многочисленным противоречиям и логическим неувязкам внутри самого текста. Ричард Томпсон в цикле своих работ показал, что большинство из них исчезают, если рассматривать текст как художественное описание цепочки различных проекций.
Так, модель Солнечной системы — геоцентрическая модель, ныне носящая название системы Тихо Браге: все планеты кроме Земли вращаются вокруг Солнца, а само Солнце вокруг Земли. Известные на тот момент планеты — это Меркурий, Венера, Марс, Юпитер и Сатурн, то есть все, видимые невооруженным глазом. Самая дальняя орбита у Сатурна, она же объявляется той границей, до которой распространяется свет. Указанные размеры орбит всех известных планет по порядку согласуются с современными измерениями, в то время как учёные античной и средневековой эпох сильно занижали масштабы Солнечной системы. Однако истинных масштабов Вселенной древние индусы себе не представляли: как и в древней Греции, звёзды считались чем-то близким, а их свет — это отражённый свет Солнца.
Описание Земли — это проекция глобуса на плоскость, с нанесённым видимым движением Солнца — эклиптикой. Более позднее понимание Земли как плоского диска связано, по всей видимости, с деградацией понимания этого описания: оно начинает пониматься буквально. Ричард Томпсон, ссылаясь на сторонние исследования, также отмечает, что такая деградация происходила повсеместно. Есть косвенные указания, что размер Земли и её формы тоже понимались правильно. Но при этом она считалась неподвижной. В гораздо более поздний период индийский учёный Арьябхата в своём трактате, изданном в 499 году, предположил, что Земля вращается вокруг своей оси, однако в дальнейшем эта гипотеза не получила широкого распространения.

### Цивилизации Северной и Южной Америки

#### Месоамерика
К цивилизациям Месоамерики относятся ацтеки, майя, миштеки, ольмеки, пурепеча, сапотеки, тольтеки, тотонаки, уастеки, чичимеки. И хотя даже в рамках одной цивилизации в разных областях жизни различия могли быть огромны, но что касается общих представлений о мире, то тут наблюдается единство взглядов с незначительными отклонениями.
Месоамериканцы очень рано начали проводить точные астрономические наблюдения, обычно это связывают с сельскохозяйственными нуждами. Они точно могли вычислять солнечные и лунные затмения, а также координаты Венеры на небе. Также был создан точный календарь.
Однако, значительное место в месоамериканских представлениях занимают не результаты наблюдений, а астрология и календарь. Так, идея цикличности, заложенная в календаре, перекладывается на все события этого мира, периоды этих повторений связаны со священными числами для месоамериканцев, такими как 400, 20, 52. Цикличность также присутствует и в космогонии: мир разрушается и воссоздается вновь. Всего таких циклов было четыре, текущий — пятый. Если считать, что дата начала хронологии установлена верно, то конец текущего цикла приходится на 2012 год.
Устройство мира также было схожим: мир имеет вертикальное и горизонтальное деление. В проекции это четырёхугольник, углы которого ориентированы на стороны света. Через центр мира проходит мировое древо, соединяющее 13 небесных миров, наземный мир и 9 подземных. Каждая часть света имела своего бога и цвет, которые различались у разных народов. Рождение миру давала борьба двух противоположных начал: добра и зла, света и тьмы и т. д.

#### Инки

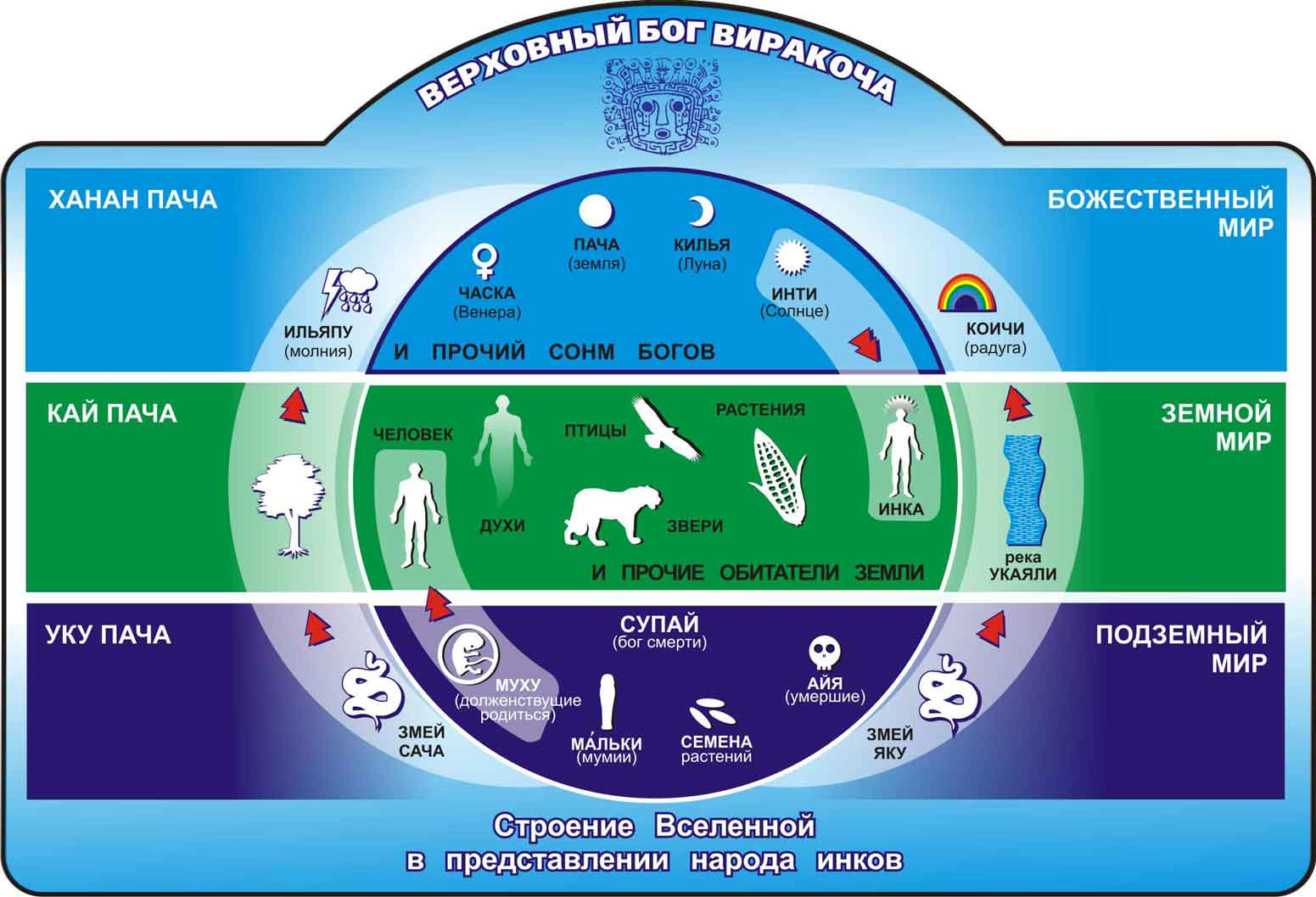
Космология инков. Три мира: Ханан Пача, Кай Пача, Уку Пача.

Мир инков крайне сильно отличался от представлений о мире, распространённых в Европе и Азии. Они по-иному представляли себе окружающий мир, по-иному им виделись масштабы Вселенной.
Для инков время совмещалось с пространством, как это выражается уже в самом слове на языке кечуа «pacha», что значит время и пространство (длина, ширина и глубина) одновременно, то есть в одном слове отображены значения сразу четырёх измерений и представления о статике и динамике. Эта синонимия между временем и пространством обозначает, что первое показывалось конкретно и проецировалось на географическое пространство. Время Пача делилось на: настоящее — пача, и прошлое-будущее — ньявпа-пача.
И оно показывается идущим по кругу:
- как назад, это обозначает термин ñawpa pacha — прошлое время,
- так и вперёд, ведь это же слово значит будущее время и пространство впереди.

Близкими к термину ньявпа были: урин — давнее и невидимая зона, и ханан — недавнее и видимая зона.
В представлении инков существовало три мира: Ханан Пача, Кай Пача, Уку Пача. Горизонт (в условиях гористой местности это была не только горизонтальная линия, но и вертикальные и любые другие) назывался кинрай, в свою очередь предполагаемая за горизонтом земля, не видимая наблюдателем, называлась кинрайнин.
Происхождение/начало мира называлось — Паккарик пача.
Пространственно север у инков находился внизу, а юг — вверху.
В доколумбовом мире, где время показано конкретно, понятие «нуля» не соотносится с понятием «ничто», как наш «нуль», а соотносится чем-то конкретным и предметным. Уже сам по себе символ «нуль» у инков и майя является чем-то осязаемым: это шнур без узла для инков, раковина для майя и кукурузный початок для ацтеков. Иными словами — начало чего-либо.
Как показал новый анализ языка и жестов аймара американскими учёными, индейцы представляют время наоборот: в воображаемой пространственно-временной шкале будущее для них остаётся позади, а прошлое ещё только предстоит увидеть.

## Средневековье

### Европа

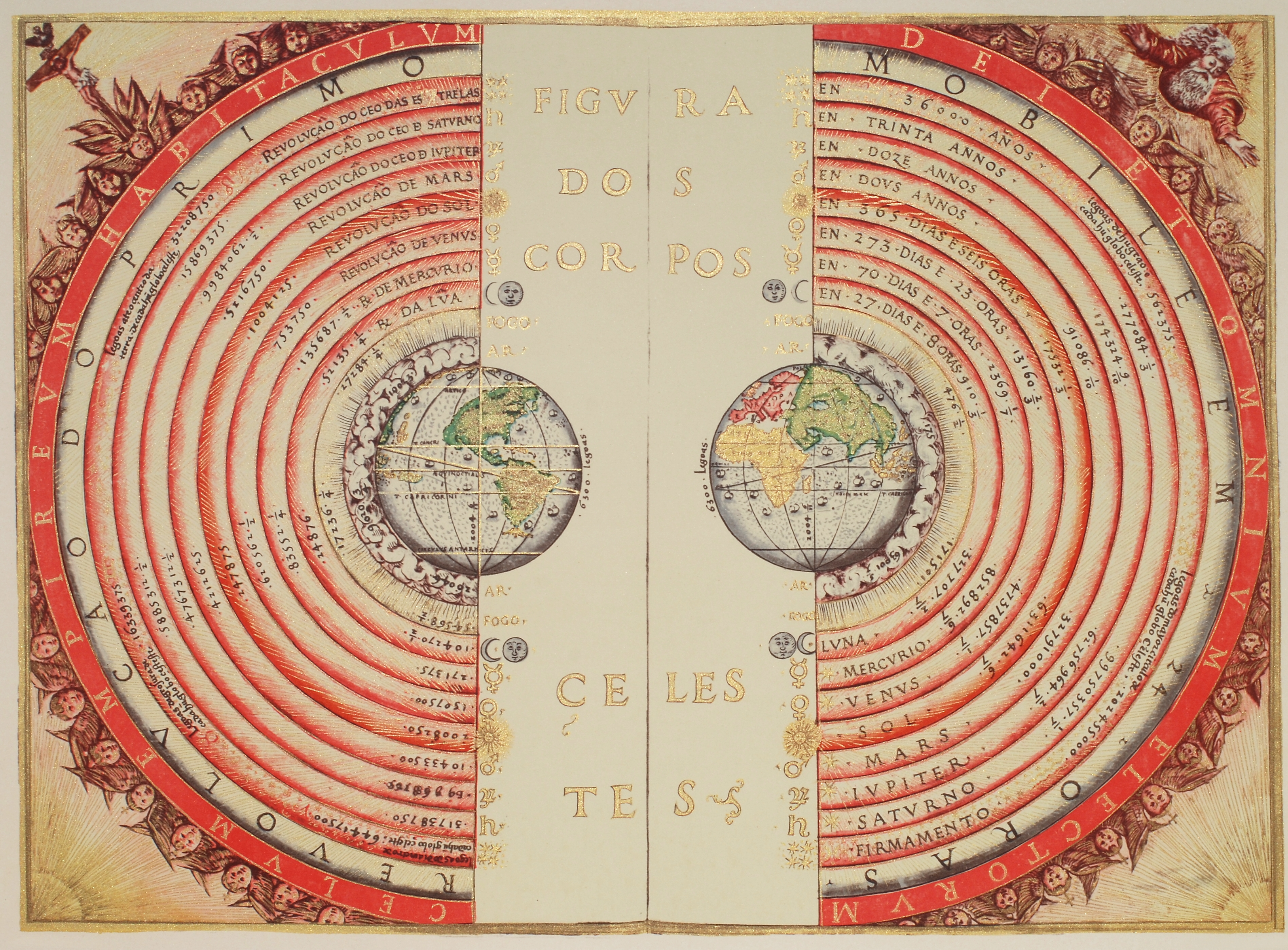
«Фигура небесных тел» — иллюстрация геоцентрической системы мира Птолемея, сделанная португальским картографом Бартоломеу Велью в 1568 году. Хранится в Национальной библиотеке Франции.

В Средние века в католической Европе господствовала геоцентрическая система мира по Птолемею. Эта система вкупе с воззрениями Аристотеля получила официальное признание и поддержку со стороны Церкви и Папского престола. Одним из главных популяризаторов системы гомоцентрических сфер Аристотеля являлся знаменитый философ и богослов Фома Аквинский. Он считал эту систему единственно правильной; эпициклы и эксцентры, закреплённые в науке Птолемеем, считались «неизбежным злом», удобной математической фикцией, созданной для удобства расчётов.
В то же время в Европе начали возникать университеты. Несмотря на то, что они находились в той или иной степени под контролем католической Церкви, они стали главными центрами научной мысли, содействовали развитию и накоплению знаний об устройстве мироздания.

### Исламский мир

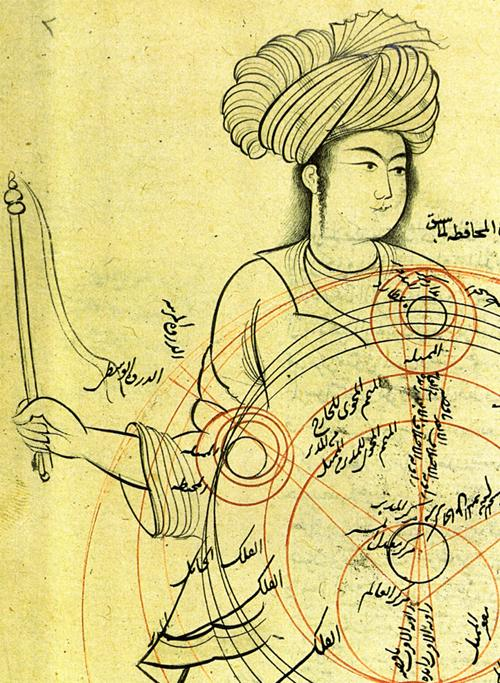
Манускрипт Кутб ад-Дина аш-Ширази, иллюстрирующий его теорию планетных движений.

В области натуральной философии и космологии большинство арабских учёных следовали учению Аристотеля. В его основе лежало разбиение Вселенной на две принципиально различные части — подлунный и надлунный мир. Подлунный мир — это область изменчивого, непостоянного, преходящего; напротив, надлунный, небесный мир — это область вечного и неизменного. С этим представлением связана концепция естественных мест. Существует пять видов материи, и все они имеют свои естественные места в пределах нашего мира: элемент земли — в самом центре мира, далее следуют естественные места элементов воды, воздуха, огня, эфира.
В области космологии учёные стран ислама были сторонниками геоцентрической системы мира. Однако велись споры насчет того, какой её вариант следует предпочесть: теорию гомоцентрических сфер или теорию эпициклов.
В XII — начале XIII столетия теория эпициклов подверглась массированной атаке со стороны арабских философов и учёных Андалусии. Это движение иногда называется «Андалусийским бунтом». Его основателем был Мухаммад ибн Баджа, известный в Европе как Авемпац (ум. 1138), дело продолжил его ученик Мухаммад ибн Туфайл (ок. 1110—1185) и ученики последнего Hyp ад-Дин ал-Битруджи (ум. в 1185), известный также как Альпетрагий, и Аверроэс; к их числу можно отнести и Маймонида, представителя иудейской общины Андалусии. Эти учёные были убеждены, что теория эпициклов, несмотря на все её преимущества с математической точки зрения, не соответствует действительности, поскольку существование эпициклов и эксцентрических деферентов противоречит физике Аристотеля, согласно которой единственным центром вращения небесных светил может быть только центр мира, совпадающий с центром Земли.
Однако и модель эпициклов в её птолемеевском варианте (теории бисекции эксцентриситета) не могла полностью удовлетворить астрономов. В этой теории для объяснения неравномерности движения планет предполагается, что движение центра эпицикла по деференту выглядит равномерным при наблюдении не из центра деферента, но некоторой точки, которая называется эквантом, или уравнивающей точкой. При этом Земля также находится не в центре деферента, а смещена в сторону симметрично точке экванта относительно центра деферента. В теории Птолемея угловая скорость центра эпицикла относительно экванта неизменна, а при наблюдении из центра деферента угловая скорость центра эпицикла при движении планеты меняется. Это противоречит общей идеологии докеплеровой астрономии, согласно которой все движения небесных тел слагаются из равномерных и круговых.
Мусульманские астрономы (начиная с ибн ал-Хайсама, XI век) отметили ещё одну, чисто физическую трудность теории Птолемея. Согласно теории вложенных сфер, которую развивал и сам Птолемей, движение центра эпицикла по деференту представлялось как вращение некоторой материальной сферы. Однако совершенно невозможно представить себе вращение твердого тела вокруг оси, проходящей через её центр, чтобы скорость вращения была неизменной относительно некоторой точки за пределами оси вращения.
Были попытки выйти и за пределы геоцентрической системы: астрономы и философы стран ислама анализировали возможность вращения Земли вокруг оси, высказывали предположения о существовании множества миров. Однако эти идеи не получили развития.

### Русь

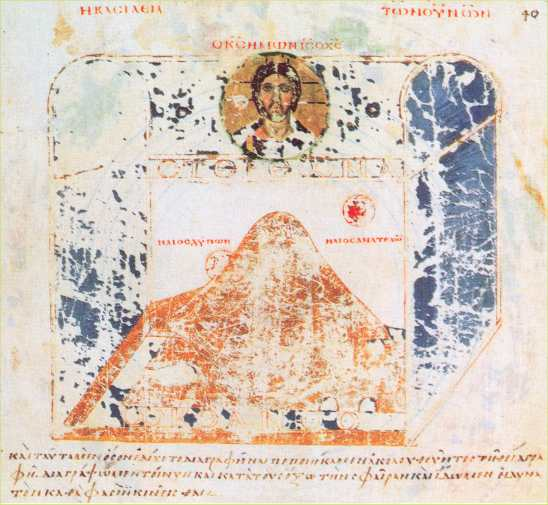
Картина мира по Косме Индикоплову (из «Христианской топографии»)

#### Религиозная учёность
Представление о мире в ранней христианской Руси было тесно связано с богословием. Необходимо было объяснить окружающий мир и не войти в противоречие со Священным Писанием. Ещё в VI веке появилась рукопись «Христианская топография» за авторством купца из Александрии Космы Индикоплова. Одно время она пользовалась популярностью в Византии, но после IX века к ней не относились серьёзно. Так, патриарх Фотий писал о ней болгарскому царю Михаилу как о не заслуживающей внимания, указывал на абсурдность заключённых в ней представлений о небе и видел в авторе «более рассказчика басен, чем повествователя истины». В домонгольский период она проникла на Русь и оставалась в авторитете вплоть до XVII века.
Косма Индикоплов отвергал гипотезу о шароподобности Земли и всю систему Птолемея, называя такие мысли «круглообразной ересью». Обосновывал это он тем, что в Священном Писании говорится — ангелы по Втором пришествии будут созывать трубным звуком народы «от конец небес до конец их». И если Земля кругообразна, то и небо кругообразно, то есть не имеет края, а это противоречит Писанию. Далее, если небо «кругообразно» и, следовательно, не прикасается краями к земному шару, то как же тогда люди при всеобщем воскресении будут всходить от земли во время Второго пришествия? По мнению Космы, Земля имела форму прямоугольника. Сверху этот прямоугольник возвышается в гору, верхушка которой наклонена к северо-западу, и по склону этой земли-горы от севера до юга живут разные народы. При прохождении Солнце оказывается ближе к южным землям, чем к северным. Вокруг же Земли расположен океан, и на его краю возвышается твердая, но прозрачная стена небесного свода, непосредственно смыкающаяся с заокеанской землёй.
Помимо сочинения Космы Индикоплова была и другая книга — «Шестоднев» Иоанна, экзарха Болгарского, дошедшая до нас в древней рукописи, восходящей к 1263 году. Данный труд намного противоречивее, чем первый. С одной стороны, Иоанн излагает взгляды, похожие на взгляды Космы, однако есть намёки и на то, что автор представляет себе Землю как шар. Также, в отличие от Космы, он отличает планеты от звёзд.
Третье космографическое сочинение Древней Руси находится в книге Иоанна Дамаскина «Точное изложение православной веры». Взгляды, изложенные в ней, уже прямо противоположны взглядам Космы: Зодиак описывается во всех подробностях, описываются астрологические дома планет, заметна симпатия к кругообразности земли. В книге Дамаскина не выделяется целостного мнения насчёт природы неба, но приводятся все воззрения на естество неба. Сочувственно цитируется взгляд Василия Великого: «сего небесе божественный Василий тонкое быти, глаголет, естество, аки дым».

#### Русская народная астронимика
Восемь русских астронимов приведено в знаменитом труде И.Сахарова «Сказания русского народа». Это народные названия Венеры, Большой Медведицы, Плеяд, Пояса Ориона, Млечного Пути, а также астронимы Девичьи Зори, Косари, Железное Колесо, не соотнесённые ни с одним из известных в научной астронимии названий.
Русская народная астронимическая система создавалась, судя по сельскохозяйственным мотивам в названиях созвездий, земледельческим сословием. Состоит из трёх коренных созвездий, современные названия которых: Плеяды, Большая Медведица, Пояс Ориона.
По распространённости тех или иных названий этих трёх коренных созвездий можно выделить два астронимических предания на территории России: северо-восточное (на Русском Севере, Урале, в Сибири и на Дальнем Востоке) и юго-западное.
Ниже следуют соответствия русских астронимов основному «ядру» созвездий русской народной астрономии и астронимики.
- в северо-восточной части территории России: Лось[36] — Большой Медведице, Утиное/Утичье/Уточье Гнездо/Гнёздышко — Плеядам, Кичиги — Поясу Ориона;
- в юго-западной части территории России: Воз[37] — Большой Медведице, Висожары[38] — Плеядам.

Для астронимов из вышеупомянутой юго-западной зоны России находятся соответствия у южных и западных славян, тогда как русская астронимика северо-восточной зоны имеет преимущественно финно-угро-самодийские связи (и в гораздо меньшей степени — балтийские, тюркские).
Особый интерес представляет ряд названий Млечного Пути, например: Бакеева Дорога, Батеева Дорога, Батыева Дорога, Басурманское Становище, Гусиная Дорога/Дорожка, Диких Гусей Дорога, Дорога в Иерусалим, Дорога Татарская На Святую Русь, Дороги, Пути, Дорожные Звёзды, Кищиги, Коромысла, Мамаева Дорога, Моисеева Дорога, Мышиные Тропки, Небесная Дорога, Пояс, Птичий Путь, Святая Дорога, Становище, Тропа, Улица. 
Наглядность данного небесного явления, его путеводное расположение на звёздном небе делает естественным преобладание образа пути в связанных астронимах. В них явление отождествляется то с дорогой птиц в тёплые края, то с дорогой паломников в святые места, то с набеговым путём монголо-татар.
С точки зрения встречаемости, названия образца «Птичий Путь» тяготеют в России к западу, северу, северо-востоку, а названия, связанные с монголо-татарским нашествием — к югу, юго-западу, то есть, к территории, для которой монголо-татарское иго стало особенно тяжким бременем.
Существуют как разные, так и одинаковые названия для обоих появлений Венеры на небе (утром и вечером), что косвенно подтверждает знакомство русской народной астрономии с древнегреческим открытием «Геспер есть Фосфор», ср.: Вечерница — Утренница, Вечерняя звезда (Заря, Зар(я)ница) — Утренняя звезда (Заря, Зар(я)ница). Временной признак выражается в названиях Венеры как непосредственно, через корневые значения (Вечерница, Утренница, Вечерняя Звезда, Утренняя Звезда, Зарница, Зарянка), так и через сопоставление с синхронными явлениями (Блинница, Волчья Звезда).
На юге и в средней полосе России не записано ни одного названия для Полярной звезды, что объясняется меньшей потребностью жителей южных широт в этом ориентире. Данный ориентир больше полезен для охотника, чем для земледельца. У жителей северо-восточной России в названиях данной звезды отмечены её неподвижность с точки зрения суточного вращения умозрительной небесной сферы (Кол, Небесный Кол, Прикол, Стожар) и качество пространственного ориентира (Полночная Звезда, Северная Звезда).

## Эпоха Возрождения (XV—XVI вв.)

### Раннее Возрождение (XV в.)
Новаторский характер носит космология Николая Кузанского (1401—1464), изложенная в трактате Об учёном незнании. Он предполагал материальное единство Вселенной и считал Землю одной из планет, также совершающей движение; небесные тела населены, как и наша Земля, причём каждый наблюдатель во Вселенной с равным основанием может считать себя неподвижным. По его мнению, Вселенная безгранична, но конечна, поскольку бесконечность может быть свойственна одному только Богу. Вместе с тем у Кузанского сохраняются многие элементы средневековой космологии, в том числе вера в существование небесных сфер, включая внешнюю из них — сферу неподвижных звёзд. Однако эти «сферы» не являются абсолютно круглыми, их вращение не является равномерным, оси вращения не занимают фиксированного положения в пространстве. Вследствие этого у мира нет абсолютного центра и чёткой границы (вероятно, именно в этом смысле нужно понимать тезис Кузанца о безграничности Вселенной).

### Гелиоцентрическая система (вторая половина XVI в.)
Первая половина XVI века отмечена появлением новой, гелиоцентрической системы мира Николая Коперника. В центр мира Коперник поместил Солнце, вокруг которого вращались планеты (в числе которых и Земля, совершавшая к тому же ещё и вращение вокруг оси). Вселенную Коперник по-прежнему считал ограниченной сферой неподвижных звёзд; по-видимому, сохранялась у него и вера в существование небесных сфер.

### Позднее Возрождение (вторая половина XVI в.)
Развивая идеи Коперника, английский астроном Томас Диггес высказывал предположения, что пространство бесконечно и заполнено звездами. Эти представления углубил итальянский философ Джордано Бруно. Ряд положений космологии Бруно имеет новаторский и даже революционный для своего времени характер, в значительной мере предвосхитившие многие положения космологии Нового времени: представление о бесконечности Вселенной и числа миров в ней, отождествление звёзд с далёкими солнцами, представление о материальном единстве мироздания. Вместе с тем, некоторые представления Джордано Бруно (в первую очередь, идея о всеобщей одушевлённости материи) были вскоре оставлены наукой.

Система мира Тихо Браге

Однако не все учёные приняли концепцию Коперника. Так, одним из оппонентов был Тихо Браге, называя её математической спекуляцией. Он предложил свою компромиссную гео-гелиоцентрическую систему мира, которая представляла собой комбинацию учений Птолемея и Коперника: Солнце, Луна и звёзды вращаются вокруг неподвижной Земли, а все планеты и кометы — вокруг Солнца. Суточного вращения Земли Браге тоже не признавал.

## Научная революция (XVII в.)
Кеплер представлял Вселенную в виде шара конечного радиуса с полостью посередине, где располагалась Солнечная система. Шаровой слой за пределами этой полости Кеплер считал заполненным звёздами — самосветящимися объектами, но имеющими принципиально другую природу, чем Солнце. Один из его доводов является непосредственным предшественником фотометрического парадокса. С именем Кеплера связана ещё одна революция. Он заменяет круговые движения, отягчённые многочисленными эквантами, на одно — по эллипсу и выводит законы движения по нему, ныне носящие его имя.
Галилео Галилей, оставляя открытым вопрос о бесконечности Вселенной, отстаивал мнение, что звёзды подобны Солнцу. В середине — второй половине XVII века эти идеи поддержали Рене Декарт, Отто фон Герике и Христиан Гюйгенс. Гюйгенсу принадлежит первая попытка определения расстояния до звезды (Сириуса) в предположении о равенстве её светимости солнечной.
Среди многочисленных сторонников системы Браге в XVII веке был видный итальянский астроном, иезуит Риччиоли. Прямое доказательство движения Земли вокруг Солнца появилось только в 1727 году (аберрация света), но фактически система Браге была отвергнута большинством учёных ещё в XVII веке как неоправданно и искусственно усложнённая по сравнению с системой Коперника-Кеплера.

## XVIII—XIX вв
На пороге XVIII века выходит в свет книга, имеющая колоссальное значение для всей современной физики — «Математические начала натуральной философии» Ньютона. Ещё только создаваемый математический анализ даёт возможность физике строго оценивать факты, а также достоверно судить о качестве пытающихся описать их теорий.
На этой основе уже в XVIII в. Ньютон строит свою модель Вселенной. Он осознаёт, что в конечном мире, наполненном гравитирующими телами, неизбежно наступит момент, когда все они сольются друг с другом. Таким образом, он полагает, что пространство Вселенной бесконечно.
В трактате 1755 года, основанном на работах Томаса Райта (англ. Thomas Wright), Иммануил Кант предположил, что Галактика может быть вращающимся телом, которое состоит из огромного количества звёзд, удерживаемых гравитационными силами, сходными с теми, что действуют в Солнечной системе, но в бо́льших масштабах. С точки наблюдателя, расположенного внутри Галактики (в частности, в нашей Солнечной системе), получившийся диск будет виден на ночном небе как светлая полоса. Кант высказал и предположение, что некоторые из туманностей, видимых на ночном небе, могут быть отдельными галактиками.
Уильям Гершель высказал предположение, что туманности могут быть далёкими звёздными системами, аналогичными системе Млечного Пути. В 1785 году он попытался определить форму и размеры Млечного Пути и положения в нём Солнца, используя метод «черпков» — подсчёта звёзд по разным направлениям. В 1795 году, наблюдая планетарную туманность NGC 1514, он отчётливо увидел в её центре одиночную звезду, окружённую туманным веществом. Существование подлинных туманностей, таким образом, не подлежало сомнению, и не было необходимости думать, что все туманные пятна — далёкие звёздные системы.
В 1837 году В. Я. Струве на основании собственных наблюдений обнаружил и измерил годичный параллакс α Лиры. Полученное им значение (0,125" ± 0,055") было первым успешным определением параллакса звезды вообще.

## XX век

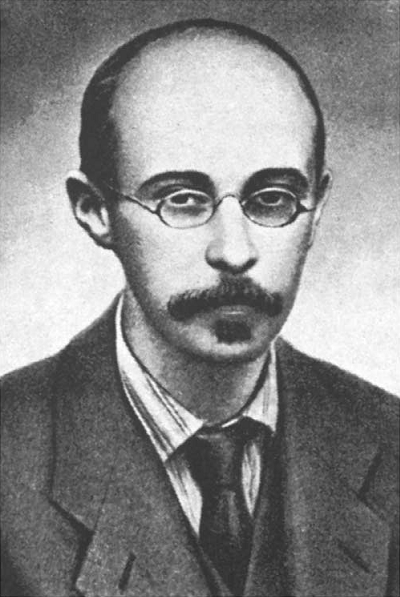
Александр Фридман

XX век — век рождения современной космологии. Она возникает в начале века и по мере развития вбирает в себя все новейшие достижения, такие как технологии постройки больших телескопов, космические полёты и компьютеры.
Первые шаги к уже современной космологии были сделаны в 1908—1916 годы. В это время открытие прямо-пропорциональной зависимости между периодом и видимой звёздной величиной у цефеид в Малом Магеллановом облаке (Генриетта Ливитт, США) позволило Эйнар Герцшпрунг и Харлоу Шепли разработать метод определения расстояний по цефеидам.
В 1916 А. Эйнштейн пишет уравнения общей теории относительности — теории гравитации, ставшей основой для доминирующих космологических теорий. В 1917 году, пытаясь получить решение, описывающее «стационарную» Вселенную, Эйнштейн вводит в уравнения общей теории относительности дополнительный параметр — космологическую постоянную.
В 1922—1924 гг. А. Фридман применяет уравнения Эйнштейна (без космологической постоянной и с ней) ко всей Вселенной и получает нестационарные решения.
В 1929 Эдвин Хаббл открывает закон пропорциональности между скоростью удаления галактик и расстоянием до них, позже названный его именем. Становится очевидным, что Млечный Путь — лишь небольшая часть окружающей Вселенной. Вместе с этим появляется доказательство для гипотезы Канта: некоторые туманности — галактики, подобные нашей. Одновременно подтверждаются выводы Фридмана о нестационарности окружающего мира, а вместе с тем и верность выбранного направления развития космологии.
С этого момента и вплоть до 1998 года классическая модель Фридмана без космологической постоянной становится доминирующей. Влияние космологической постоянной на итоговое решение изучается, но ввиду отсутствия экспериментальных указаний на её существенность для описания Вселенной такие решения для интерпретации наблюдательных данных не применяются.
В 1932 году Ф. Цвикки выдвигает идею о существовании тёмной материи — вещества, не проявляющего себя электромагнитным излучением, но участвующего в гравитационном взаимодействии. В тот момент идея была встречена скептически, и только около 1975 года она получает второе рождение и становится общепринятой.
В 1946—1949 годах Г. Гамов, пытаясь объяснить происхождение химических элементов, применяет законы ядерной физики к началу расширения Вселенной. Так возникает теория «горячей Вселенной» — теория Большого Взрыва, а вместе с ней и гипотеза об изотропном реликтовом излучении с температурой в несколько Кельвин.
В 1964 году А. Пензиас и Р. Вилсон открывают изотропный источник помех в радиодиапазоне. Тогда же выясняется, что это реликтовое излучение, предсказанное Гамовым. Теория горячей Вселенной получает подтверждение, а в космологию приходит физика элементарных частиц.
В 1991—1993 годах в космических экспериментах «Реликт-1» и COBE открыты флуктуации реликтового излучения. Правда, нобелевской награды позже удостоятся только некоторые члены команды COBE.
В 1998 году по далеким сверхновым типа Ia строится диаграмма Хаббла для больших z. Выясняется, что Вселенная расширяется с ускорением. Модель Фридмана допускает подобное только при введении антигравитации, описываемой космологической постоянной. Возникает мысль о существовании особого рода энергии, ответственного за это — тёмной энергии. Появляется современная теория расширения — ΛCDM -модель, включающая в себя как тёмную энергию, так и тёмную материю.

### Большой спор

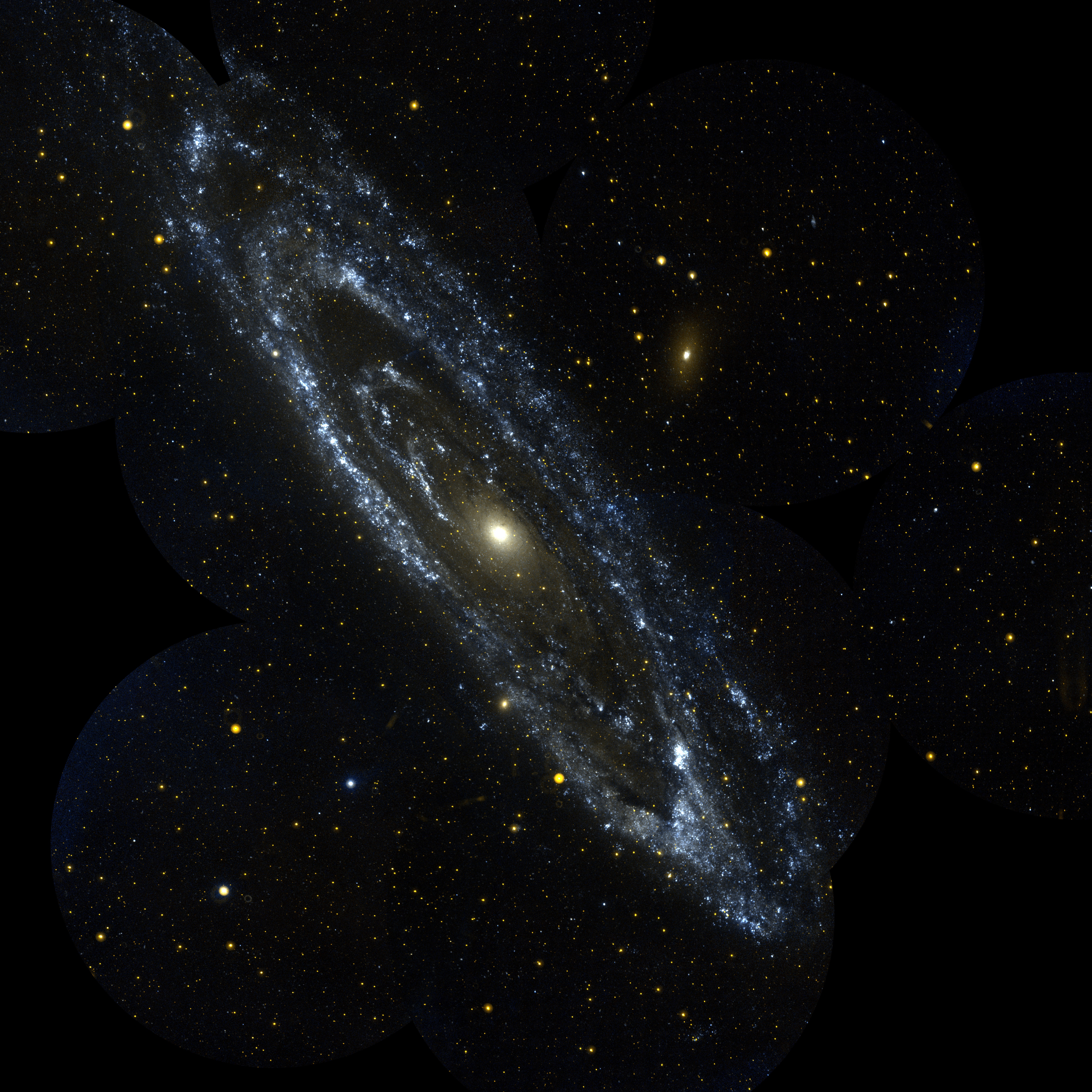
Галактика Андромеды в ультрафиолетовых лучах

В истории астрономии Большой спор (иногда Великий спор, Большие дебаты, Большая дискуссия), который также называется дебатами между Харлоу Шепли и Гебером Кёртисом, был важнейшей дискуссией, которая касалась природы спиральных туманностей и размера Вселенной. Основной вопрос в рамках обсуждения формулировался так: были ли далекие туманности относительно небольшими объектами, лежащими в пределах нашей Галактики, или же они были большие, независимые галактики, подобные Млечному Пути. Обсуждение состоялось 26 апреля 1920 года в зале им. Байрда в Национальном музее естественной истории в Вашингтоне. Двое ученых впервые представили независимые научные работы по теме «Шкала расстояний во Вселенной» в течение дня, а затем приняли участие в совместном обсуждении, которое состоялось в тот же вечер. Большая часть информации о Большом споре нам известна из двух работ, опубликованных Шепли и Кёртисом в мае 1921 года в выпуске Бюллетеня Национального совета по научным исследованиям. Опубликованные работы включают набор аргументов и позицию, которой придерживался каждый ученый в 1920 году.
Шепли приводил доводы в пользу того, что Млечный Путь — это и есть вся Вселенная. Он считал, что туманности, такие как Туманность Андромеды и другие объекты спиральной формы, просто часть Млечного Пути. Его основным доводом был относительный размер туманностей: если бы Туманность Андромеды не была частью Млечного Пути, то расстояние до неё должно быть порядка 108 световых лет, с чем большинство астрономов того времени не могло согласиться. Адриан ван Маанен также предоставил доказательства аргументов Шепли. Ван Маанен был весьма уважаемым астрономом того времени, и он утверждал, что лично наблюдал, как спиральная туманность Вертушка вращается. Если бы она на самом деле была отдельной галактикой и можно было бы наблюдать изменения в ней, то это было бы нарушением универсального ограничения скорости — скорости света. Позднее стало ясно, что наблюдения ван Маанена были некорректными — никто не может увидеть вращение галактики даже за время, сопоставимое с продолжительностью жизни человека. Ещё одним фактом, который, казалось, свидетельствовал в пользу теории Шепли, была вспышка Новой звезды в Туманности Андромеды, которая на время затмила собой ядро галактики, то есть она выделила совершенно абсурдное количество энергии для нормальной новой. Таким образом, Новая и туманность должны были находиться в пределах нашей Галактики, поскольку, если Туманность Андромеды сама была бы галактикой, то Новой пришлось бы быть немыслимо яркой, чтобы быть видимой с такого большого расстояния.
Со своей стороны Кёртис утверждал, что Туманность Андромеды и другие такие же туманности были отдельными галактиками, или «островами во Вселенной». Он показал, что в Туманности Андромеды было больше новых, чем во всём Млечном Пути. Исходя из этого, он мог спросить, почему в одной небольшой части галактики новых больше, чем во всех остальных местах. Это наблюдение заставляет его полагать, что Туманность Андромеды является отдельной галактикой со своей историей и своим набором новых звезд. Он также отметил, что в других галактиках есть тёмные прожилки, похожие на облака пыли, найденные в нашей Галактике, и также существуют большие значения доплеровских сдвигов.
Благодаря работе Эдвина Хаббла в настоящее время известно, что Млечный Путь является лишь одной из сотен миллиардов галактик в видимой Вселенной, и доказательства Кёртиса были более верными в прениях по этому вопросу. Кроме того, в настоящее время известно, что Новая Шепли, упомянутая в его аргументах, была на самом деле сверхновой, которая действительно временно затмила по яркости всю галактику. Но в других аспектах результаты дискуссии были не столь однозначны: фактический размер Млечного Пути находится между размерами, предложенными Шепли и Кёртисом. Также победила модель Галактики Шепли: Кёртис поместил Солнце в центр Галактики, в то же время как Шепли правильно поместил Солнце во внешние области галактики.